# وروجک و آقای نجار

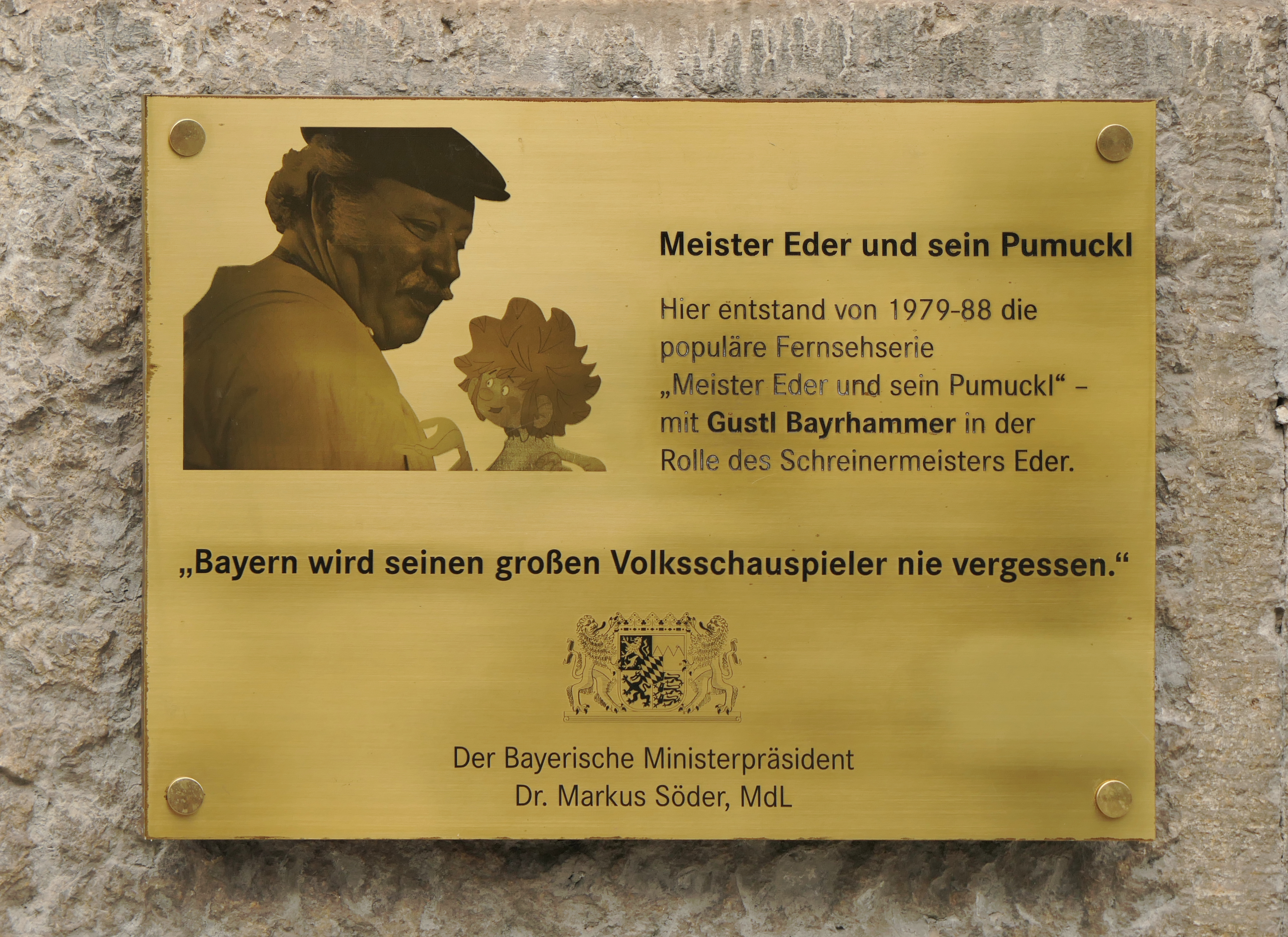
تابلوی یادبودی که در سال ۲۰۲۳ در ساختمان شماره ۲ خیابان ویدن‌مایر نصب شد.

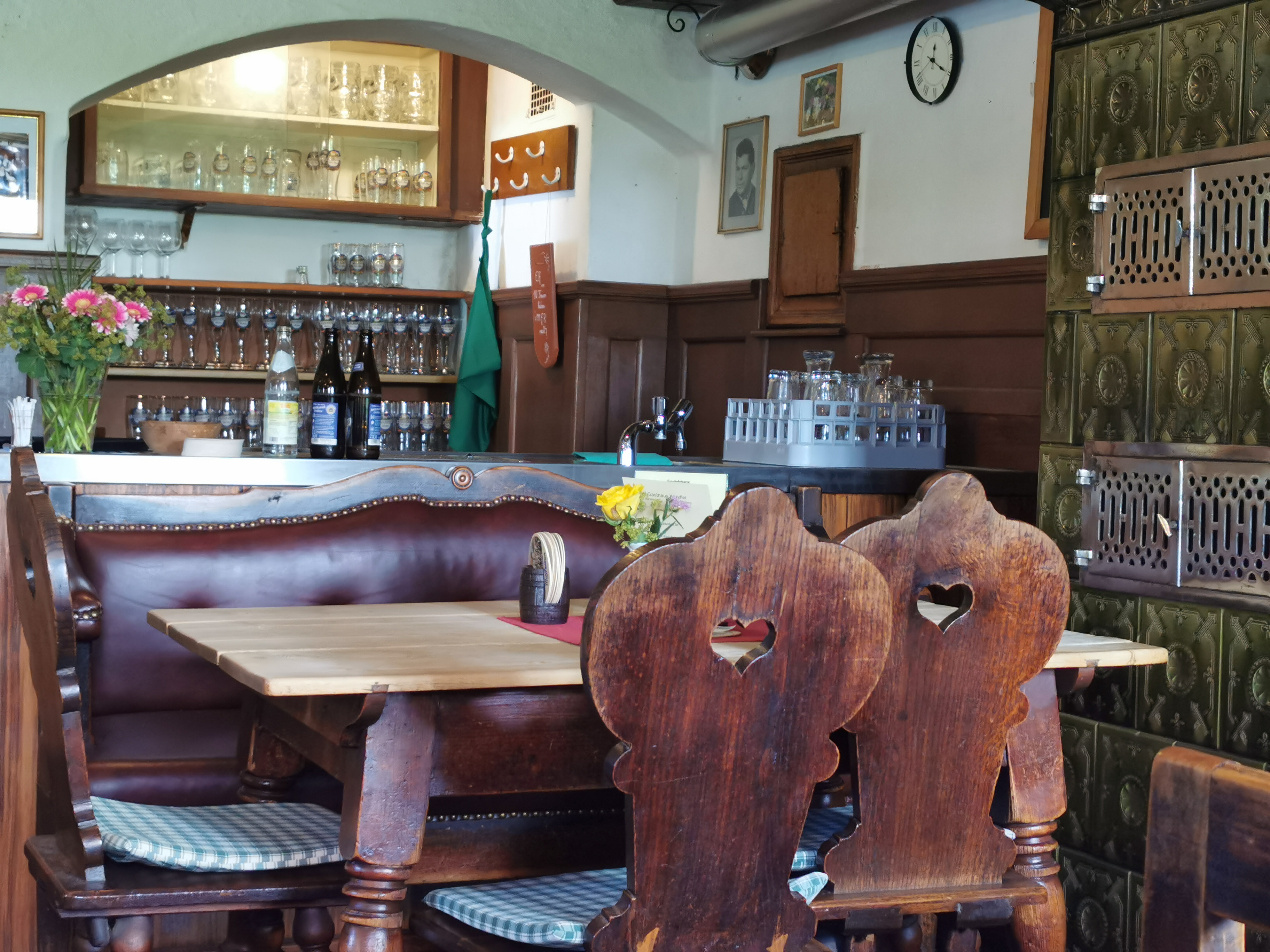
نشست دوستانه در مهمان‌خانه کندلرویرت

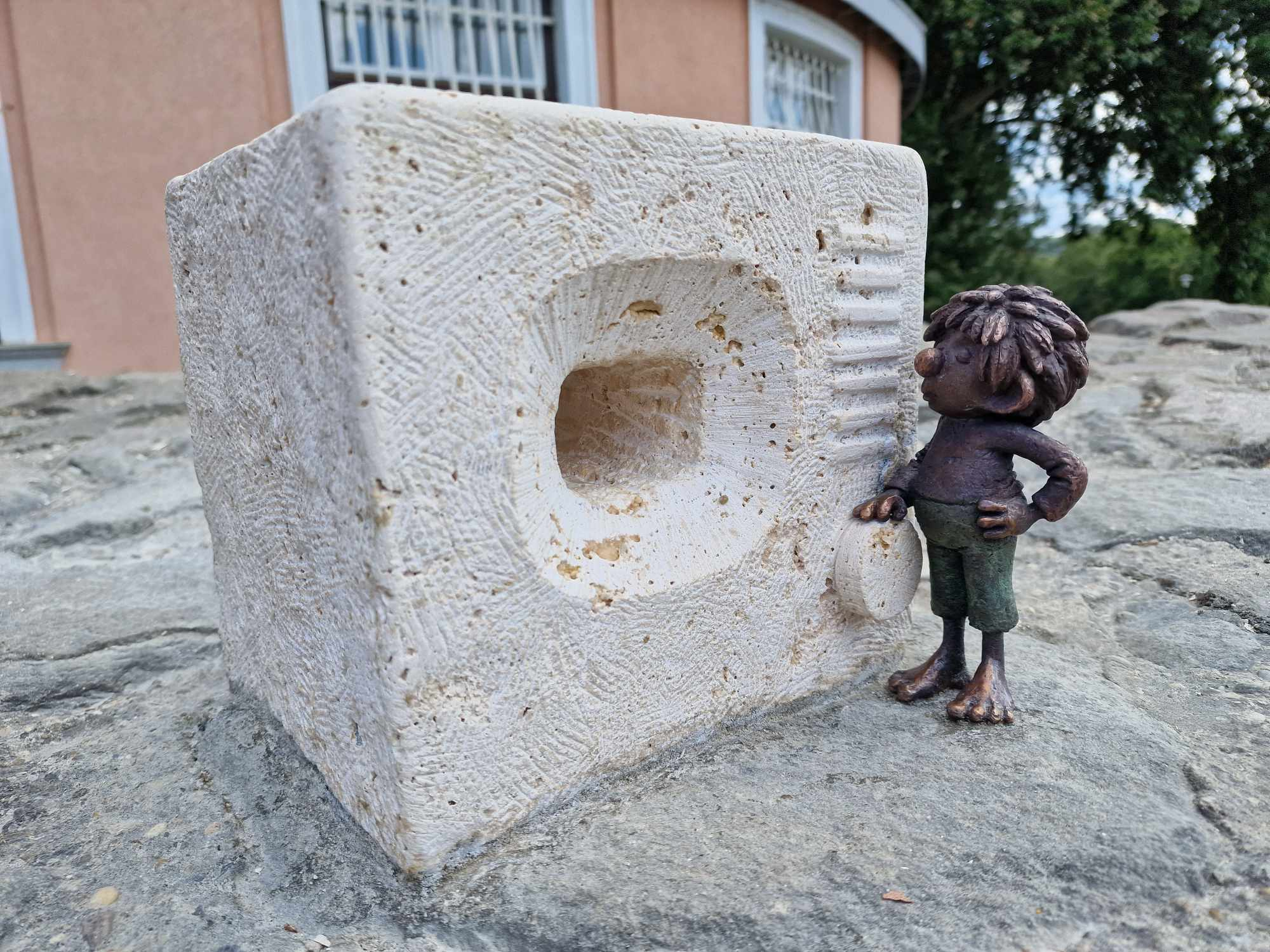
مجسمه یادبود فیلم در استرگم مجارستان

وروجک و آقای نجار با نام اصلی استاد اِدِر و پوموکل (به آلمانی: Meister Eder und sein Pumuckl) نام یک مجموعهٔ تلویزیونی آلمانی برای کودکان و نوجوانان است که بین سال‌های ۱۹۸۲ تا ۱۹۸۹ ساخته شد و بر پایهٔ داستان‌هایی از ''الیس کائوت'' ساخته شده است. این مجموعه ترکیبی از فیلم زنده و انیمیشن است، که در آن یک شخصیت کارتونی در دنیای واقعی فیلم‌برداری شده با بازیگران انسانی گنجانده می‌شود. شخصیت کارتونی این مجموعه، ''پوموکل''، یک کوتولهٔ قرمزمو و بازیگوش است که به طور اتفاقی برای یک نجار مونیخی به نام ''مایستر ادر'' قابل مشاهده می‌شود.
داستان این مجموعه در مورد موجودی کوچک(کوبولد)، گهگاه نامرئی و از دنیایی ناشناخته‌است که بنا به میل خود یا در مواردی مثلاً به دلیل گرفتار شدن در چسب‌های کارگاه نجاری اِدر نجار (با بازی Gustl Bayrhammer) قابل رویت می‌شود. وروجک(با صدای هانس کلارین) که موجودی خرابکار ولی مهربان و دوست‌داشتنی است در کنار اوستا ادر نجار (گوستل بایرهامر) ماجراهای جالبی را خلق می‌کند.
این مجموعه در دهه هفتاد خورشیدی در تلویزیون ایران نیز با نام استاد اِدِرِ نجار و وروجک به نمایش درآمد که در آن اصغر افضلی و پرویز ربیعی به ترتیب صداپیشگی شخصیت‌های وروجک و اوستا ادر نجار را به عهده داشتند.

## پیش‌زمینه داستان
مایستر ادر، یک نجار سالخورده در شهر مونیخ، متوجه اتفاقات عجیبی در کارگاه خود می‌شود: اشیاء گم می‌شوند، می‌افتند یا جابه‌جا می‌شوند. در نهایت، متوجه می‌شود که این‌ها کار یک کوتولهٔ نامرئی به نام پوموکل است. پوموکل، که از نسل کلاباوترمن‌ها (کوتوله‌های دریایی آلمانی) است، بر اساس قانون کوتوله‌ها، چون به چسب نجاری ادر چسبیده و دیده شده، باید تا ابد نزد او بماند.
پوموکل فقط برای مایستر ادر قابل مشاهده است و برای دیگران نامرئی می‌ماند. او شیطنت‌های زیادی می‌کند، ولی گاهی هم به ادر کمک می‌کند. رابطهٔ میان این دو شخصیت، پر از لحظات طنزآمیز، عاطفی و آموزنده است.

## قالب مجموعه
مجموعه در دو فصل و ۵۲ قسمت ساخته شده است. ترکیب انیمیشن و فیلم زنده یکی از ویژگی‌های منحصربه‌فرد این سریال بود. پوموکل توسط استودیوی پانونیا در بوداپست انیمیشن شده و سپس با صحنه‌های واقعی ترکیب می‌شد. گوستل بایرهمر نقش مایستر ادر را بازی می‌کرد و هانس کلارین صدای پوموکل را بر عهده داشت.

## تولید و پخش
این مجموعه توسط رادیو بایرن، اینفافیلم، استودیو پانونیا، تلویزیون اتریش و EMI Electrola TV تولید شد. کارگردانی توسط اولریش کونیگ انجام شد. فصل اول در سال ۱۹۸۲ و فصل دوم در سال ۱۹۸۸ پخش شد. قسمت‌های این مجموعه ابتدا در سینما با عنوان فیلمی سینمایی نیز به نمایش درآمدند.

## شخصیت‌ها
مایستر ادر: نجاری مهربان و آرام که تنها زندگی می‌کند و پس از آشنایی با پوموکل، زندگی‌اش دگرگون می‌شود.
پوموکل: کوتوله‌ای بازیگوش و پرحرف که از دید همهٔ انسان‌ها پنهان است، مگر ادر.
خانم آیشینگر: نظافت‌چی خرافاتی کارگاه ادر.
برنباشر: دوست ادر و یک قفل‌ساز.
آقای اشتورتسلینگر: سرایدار ساختمان.

## داستان‌ها
ماجراهای پوموکل شامل خرابکاری‌ها و شیطنت‌های او، تلاش برای زندگی در دنیای انسانی، و گاهی کمک‌های پنهانی به مایستر ادر است. او با اشتیاق کودکانه‌اش، بسیاری از مفاهیم انسانی مثل راست‌گویی، مسئولیت، ترس، شادی و دوستی را تجربه می‌کند. برخی اپیزودها با تم‌های تاریک‌تری همراهند، مانند زمانی که پوموکل آشپزخانه را آتش می‌زند یا از خانه بیرون انداخته می‌شود، ولی همهٔ داستان‌ها با لحنی دلگرم‌کننده پایان می‌یابند.

## محبوبیت و بازسازی
این مجموعه در بیش از ۲۸ کشور پخش شد و به یکی از محبوب‌ترین برنامه‌های کودک در آلمان بدل شد. پس از مرگ گوستل بایرهمر، فیلم‌های سینمایی با ادامهٔ داستان ساخته شدند. در سال ۲۰۲۳، نسخهٔ جدیدی با عنوان داستان‌های تازه از پوموکل (Neue Geschichten vom Pumuckl) منتشر شد که در آن، برادرزادهٔ مایستر ادر به جای او نجاری را اداره می‌کند و دوباره با پوموکل آشنا می‌شود.

## میراث فرهنگی
در سال ۲۰۲۲، تصویر پوموکل بر روی تمبر پستی آلمان چاپ شد. همچنین در بوداپست و شهر استرگم مجارستان مجسمه‌هایی از پوموکل نصب شده‌اند. در سال ۲۰۲۳ نیز در محل فیلم‌برداری مجموعه، لوح یادبودی به افتخار این سریال و بازیگر اصلی آن نصب شد.